# Walid Regragui
Walid Regragui (arabisch وليد الرڭراڭي, DMG Walīd ar-Ragrāgī; * 23. September 1975 in Corbeil-Essonnes, Frankreich) ist ein ehemaliger marokkanisch-französischer Fußballspieler und heutiger Fußballtrainer.

## Karriere

### Spieler

#### Klub
Zur Spielzeit 1999/2000 wechselte er vom RC Paris zum FC Toulouse. Nach zwei Spielzeiten ging es für ihn dann zu AC Ajaccio, wo er nochmal für drei Saisons im Kader stand. Anschließend wechselte er erstmals ins Ausland, wo er sich in Spanien Racing Santander anschloss. Anfang 2007 kehrte er nach Frankreich zurück, wo er nun für FCO Dijon spielte. Bereits zur Saison 2007/08 schloss er sich dann Grenoble Foot an und beendete hier nach der Saison 2008/09 seine aktive Karriere als Spieler.

#### Nationalmannschaft
Seinen ersten bekannten Einsatz in der marokkanischen A-Nationalmannschaft hatte er am 28. Januar 2001 bei einem 0:0 gegen Ägypten während der Qualifikation für die Weltmeisterschaft 2002, hier stand er in der Startelf und holte sich in der 81. Minute auch noch seine erste gelbe Karte ab. Danach ging es für ihn weiter mit der Qualifikation für den Afrika-Cup 2002. Er bekam beim eigentlichen Turnier keine Berücksichtigung, dasselbe passierte ihm nicht nach der Qualifikation für den Afrika-Cup 2004, wo er in der Endrunde in jeder Partie eingesetzt wurde und am Ende mit seiner Mannschaft im Finale 1:2 Tunesien unterlag. Weiter ging es für ihn dann mit der Qualifikation für die Weltmeisterschaft 2006 und auch beim Afrika-Cup 2006 war er dabei, hier schied sein Team aber bereits nach der Gruppenphase aus. Ab Ende 2006 wurde er für mehrere Jahre nicht mehr als Nationalspieler berücksichtigt.
Im Sommer 2009 kam er dann aber noch einmal zurück in den Kader der Nationalmannschaft und sammelte zwei Einsätze während der Qualifikation für die Weltmeisterschaft 2010. Danach beendete er wie auch auf Klub-Ebene seine Karriere.

### Trainer
Als Trainer startete er seine Karriere auf dem Posten des Co-Trainers in der marokkanischen Nationalmannschaft und gehörte hier dem Trainerstab von September 2012 bis Oktober 2013 unter Cheftrainer Rachid Taoussi an. Danach stand er von der Saison 2014/15 bis Januar 2020 selbst als Cheftrainer an der Seitenlinie von FUS Rabat. Anschließend ging er nach Katar, wo er bis zum Oktober des Jahres Trainer bei al-Duhail war. Danach kehrte er nach Marokko zurück und trainierte in der Saison 2021/22 Wydad Casablanca. Seit Sommer 2022 ist er wieder bei der marokkanischen Nationalmannschaft, diesmal als Cheftrainer, und hat die Mannschaft bei der WM 2022 bis ins Halbfinale geführt.